# Museo de Juguetes y Autómatas
El museo de Juguetes y Autómatas (en catalán: Museu de Joguets i Autòmats) de Verdú (España) expone una colección de más de mil objetos y está ubicado en un edificio con una arquitectura imponente y espectacular, lo que lo convierte en un museo destacado a nivel mundial en su temática.
El Museo se inauguró el año 2004, fruto de la iniciativa privada y de la colección de Manel Mayoral. El edificio que lo acoge es una antigua casa solariega en el número 23 de la Plaza Mayor. Está distribuido en tres plantas en una superficie de más de 2.700 metros cuadrados. La colección está formada por atracciones de feria, bicicletas, futbolines, juguetes de lata, coches de pedales, autómatas, teatrines, juegos, patinetes, muñecas, carteles, etc. Recientemente, se exponen las botas de Iniesta, Xavi y Messi en un espacio único dedicado al fútbol en el que dialogan las piezas históricas y las actuales.
La exposición se ofrece al visitante como un viaje fascinante a través de los recuerdos, las ilusiones y las vivencias del coleccionista. La memoria es, pues, el sutil hilo conductor de este conjunto de objetos, y lo es también del Museo.
Desde su inauguración, el Museo ha llevado a cabo exposiciones temporales dedicadas a compañías de teatro como Comediants, Tricicle y la Cubana, al fútbol y a cerámicas del artista Miquel Barceló. A la vez, desde el Museo se ofrece el alquiler de diez exposiciones temporales para todo tipo de entidades culturales y centros de ocio.
Se realizan visitas guiadas por el Museo y por Verdú, dispone de talleres didácticos para grupos de infantil, primaria, secundaria y bachillerato, alquila su equipamiento para realizar reportajes fotográficos y anuncios de televisión. También dispone de Jugorium Tienda Mágica, una tienda de juguetes y productos agroalimentarios del territorio.
Desde su inauguración, el Museo se ha convertido en un importante destino cultural y turístico.